# Edward J. Perkins
Edward Joseph Perkins (Sterlington, 8 de junio de 1928-7 de noviembre de 2020) fue un diplomático estadounidense que se desempeñó como embajador de los Estados Unidos en Liberia, Sudáfrica, Australia y las Naciones Unidas. También fue director del cuerpo diplomático del Departamento de Estado de los Estados Unidos.

## Biografía
Nació en Sterlington en la parroquia de Ouachita en el norte de Luisiana. Creció en Pine Bluff (Arkansas), y se graduó en 1947 en la Jefferson High School en Portland (Oregón). Obtuvo su Bachiller universitario en letras de la University College de la Universidad de Maryland en 1967, y su maestría y doctorado en administración pública de la Universidad del Sur de California.
Después de servir en el Ejército de los Estados Unidos y en el Cuerpo de Marines, incluyendo períodos en Tailandia, Taiwán, Japón y Corea del Sur, ocupó numerosos cargos en el Departamento de Estado y en el servicio exterior desde 1972. Entre 1978 y 1981 se desempeñó como consejero político en la embajada estadounidense en Ghana. En 1981 fue nombrado jefe adjunto de misión en la embajada estadounidense en Liberia. Entre 1983 y 1985 fue director de la Oficina de Asuntos de África Occidental del Departamento de Estado.
Fue nombrado embajador en Liberia en 1985, y en 1986, embajador en Sudáfrica, donde serviría hasta 1989. Regresó a Estados Unidos para servir en el Departamento de Estado como director general del servicio exterior y del personal del Departamento hasta 1992, cuando fue nombrado embajador ante las Naciones Unidas y representante de los Estados Unidos en el Consejo de Seguridad de las Naciones Unidas. En 1993, fue nombrado embajador en Australia, ocupando el cargo hasta 1996, antes de retirarse del servicio exterior.
Enseñó en la Universidad de Oklahoma, donde se desempeñó como vicerrector superior de programas internacionales en el Centro de Programas Internacionales, y como profesor emérito de la Escuela de Estudios Internacionales. Es miembro de la Academia Estadounidense de Diplomacia.

## Publicaciones
- Mr. Ambassador, Warrior for Peace (memorias) publicado por The University of Oklahoma Press en 2006.
- The Palestinian Refugees: Old Problems - New Solutions (Studies in peace politics in the Middle East) - editado junto a Joseph Ginat, Sussex Academic Press, 2002.
- The Middle East Peace Process: Vision Versus Reality (Studies in peace politics in the Middle East) - editado junto a Joseph Ginat, Sussex Academic Press, 2002.
- Palestinian Refugees: Traditional Positions and New Solutions - editado junto a Joseph Ginat, University of Oklahoma Press, 2001.
- The seedlings of hope: U.S. policy in Africa, Departamento de Estado de los Estados Unidos, 1989.